# Témoin sous silence (mini-série)
Témoin sous silence (Øyevitne en norvégien, Ögonvittnet en suédois) est une mini-série télévisée norvégo-suédoise en six épisodes diffusée à l'automne 2014 sur NRK en Norvège et SVT en Suède, puis en 2015 en Finlande et sur Arte en Allemagne et en France.
Elle a été adaptée aux États-unis (Eyewitness), en Roumanie (Valea Mută) et en France (Les Innocents).

## Synopsis
Deux adolescents sont témoins du meurtre de quatre membres d'un gang de motards. Voulant garder le secret sur leur relation, ils décident de ne rien dire mais cela s’avère être des plus difficile avec un meurtrier toujours en fuite et la mère adoptive de Phillip qui s'occupe de l’enquête.

## Fiche technique
- Titre français : Témoin sous silence
- Titre allemand : Eyewitness - Die Augenzeugen
- Titre norvégien : Øyevitne
- Titre suédois : Ögonvittnet
- Titre finnois : Todistaja
- Création : Jarl Emsell Larsen (no)
- Pays d'origine :  Norvège et  Suède
- Genre : thriller, drame
- Dates de diffusions : 
  -  Norvège : 20 octobre 2014
  -  Suède : 24 novembre 2014
  -  Finlande : 19 mai 2015
  -  France /  Allemagne : 24 septembre 2015[1]

## Distribution

### Acteurs principaux
- Anneke von der Lippe : Helen Sikkeland
- Axel Bøyum (no) (VF : Loïc Guingand) : Phillip
- Odin Waage (no) (VF : Nathanel Alimi) : Henning
- Tehilla Blad (sv) : Zana Korda
- Per Kjerstad (no) (VF : Bruno Choël) : Ron
- Yngvild Støen Grotmol (no) (VF : Dominique Vallée) : Camilla Bjerke
- Kim Sørensen (no) : Olle

### Acteurs récurrents
- Nini B Kristiansen : Mia
- Tobias Santelmann (VF : Emmanuel Garijo) : Lars
- Bjørn Skagestad (no) : Sven
- Mahmut Suvakci (sv) : Hamit Milonkovic
- Cecilie A. Mosli (no) : Anne Britt
- Mariann Hole (no) : Siri
- Mork Larsen Marianne (VF : Jessie Lambotte) : Laila
- Jesper Malm (sv) (VF : Rémi Caillebot) : Bergquist
- Ingjerd Egeberg (VF : Delphine Braillon) : Elisabeth

## Épisodes
1. Épisode 1
2. Épisode 2
3. Épisode 3
4. Épisode 4
5. Épisode 5
6. Épisode 6

## Récompense
- International Emmy Awards 2015 : Meilleure actrice pour Anneke von der Lippe

## Adaptations
| Nom           | Pays       | Chaîne      | Diffusion | Nombres d'épisodes |
| ------------- | ---------- | ----------- | --------- | ------------------ |
| Eyewitness    | États-Unis | USA Network | 2016      | 10                 |
| Valea Mută    | Roumanie   | HBO Europe  | 2016      | 4                  |
| Les Innocents | France     | TF1         | 2018      | 6                  |